# Columbia (superordinateur)
Pour les articles homonymes, voir Columbia.

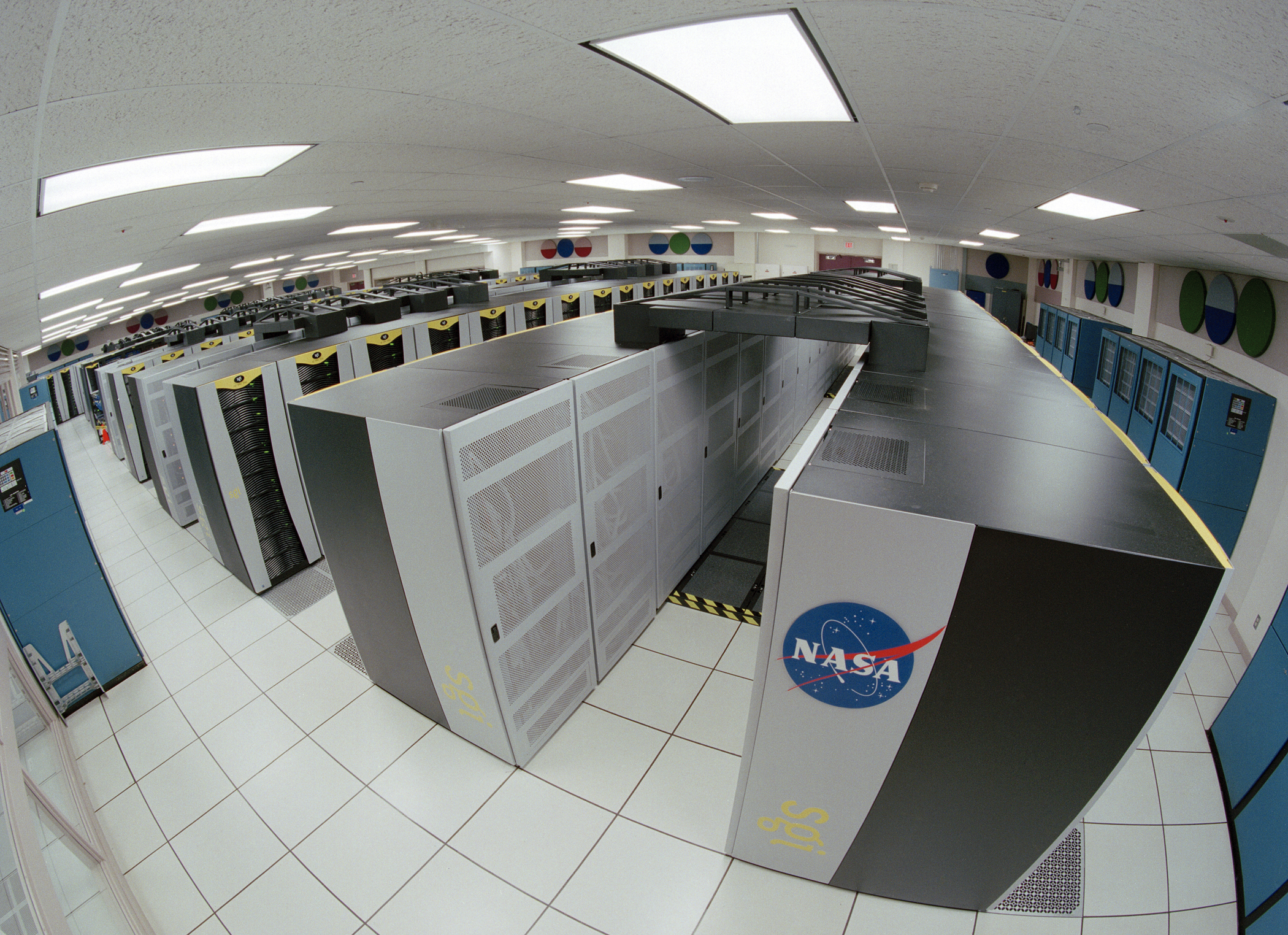
Le superordinateur Columbia dans les installations des superordinateurs de la NASA au Ames Research Center.

Le superordinateur Columbia a été l'ordinateur le plus rapide du monde pendant quelques semaines à partir du 26 octobre 2004, avec 42,7 téraFLOPS au Linpack. Il a succédé dans sa catégorie à Blue Gene, qui l'a ensuite dépassé à nouveau.

## Matériel
Cette machine, construite par Silicon Graphics, possède 10 240 processeurs Intel Itanium 2, groupés en 20 batteries de 512 processeurs. Il a battu le record en n'utilisant que 16 batteries, soit 8 192 des 10 240 processeurs disponibles, probablement pour des questions d'optimisation d'accès mémoire utiles dans le cas du Linpack.
Les 51,8 Téraflops ont été atteints avec les 10 240 processeurs.

## Utilisation
La NASA a utilisé le Columbia pour la conception de ses futurs vaisseaux aérospatiaux. Il est en cours de démantèlement puisqu'il doit faire de la place pour son successeur, le supercalculateur Pleiades, qui doit répondre aux besoins croissants de puissance de calcul de la NASA. En mai 2012, Columbia était composé de quatre nœuds SGI Altix 4700 sur plus de 40 racks, contenant des processeurs Intel Itanium 2 Montecito et Montvale pour faire un total de 4 608 cœurs avec un pic théorique de 30 téraflops.